# Agentin mit Herz
Agentin mit Herz (Originaltitel: Scarecrow and Mrs. King) ist eine US-amerikanische Fernsehserie, die von 1983 bis 1987 auf CBS erstausgestrahlt wurde.

## Handlung
In dem Piloten der Serie wird Amanda King, eine geschiedene Hausfrau und Mutter von zwei Söhnen, als freie Mitarbeiterin eines US-amerikanischen Geheimdienstes angeworben.
Dort arbeitet sie als Agentin an der Seite von Lee Stetson, Tarnname „Scarecrow“ (engl. für Vogelscheuche), den sie am Ende der vierten und letzten Staffel heiratet. Obwohl nur als Bürohilfskraft beschäftigt, wird sie immer wieder in Undercover-Operationen verwickelt. Zunächst unabsichtlich, dann mit Billigung ihrer Vorgesetzten, später – nach einschlägigen Fortbildungen – auch ganz offiziell.

### Der Geheimdienst
Weder Name noch Kürzel des Geheimdienstes werden in der Serie jemals erwähnt. Dieser ist offenbar im In- wie auch im Ausland aktiv, in der Aufklärung ebenso wie dem Personenschutz oder der geheimen Kriegführung. Lediglich eine gewisse Rivalität zu den 'Kollegen' von der CIA wird mehrfach angedeutet.
Nach außen hin firmiert der Geheimdienst als Filmproduktion ('International Federal Film'). Auch Amanda ist stets darum bemüht, ihre Agententätigkeit vor ihren Söhnen und ihrer Mutter, die mit ihr zusammenlebt, geheim zu halten. Unregelmäßige Arbeitszeiten und plötzliche Dienstreisen erklärt sie mit den Unwägbarkeiten der Filmproduktion.

### Die zeitliche Umgebung
Die Serie spiegelt das Amerika der Reagan-Ära sowie das Spionage-Milieu des Kalten Krieges wider. Ort der Handlung ist Washington, D.C. In der Folge Geheimnisvolle Augen sieht man ein Hochzeitsfoto von Kathleen Kennedy und William Cavendish, Marquess of Hartington. Im Dialog zwischen Amanda und Lee wird darin behauptet, es wären seine Eltern, die ums Leben kamen. Seine Mutter, meinte Lee, wäre Engländerin gewesen.

## Besetzung
| Charakter        | Schauspieler     | Synchronsprecher   | Infos                      |
| ---------------- | ---------------- | ------------------ | -------------------------- |
| Amanda King      | Kate Jackson     | Rita Engelmann     |                            |
| Lee Stetson      | Bruce Boxleitner | Joachim Tennstedt  | alias „Scarecrow“          |
| Dotty West       | Beverly Garland  | Agi Prandhoff      | Amanda Kings Mutter        |
| Billy Melrose    | Mel Stewart      | Helmut Krauss      | Lee Stetsons Chef          |
| Francine Desmond | Martha Smith     | Monica Bielenstein | Lee Stetsons Kollegin      |
| Phillip King     | Paul Stout       | Simon Jäger        | Amanda Kings älterer Sohn  |
| Jamie King       | Greg Morton      | Björn Schalla      | Amanda Kings jüngerer Sohn |
| Joe King         | Sam Melville     | Norbert Langer     | Amandas Ex-Mann            |

## Auszeichnungen
Die Musik von Arthur B. Rubinstein wurde 1986 mit einem Emmy ausgezeichnet.

## DVD-Veröffentlichungen
Alle Staffeln sind auf DVD im Handel als Box-Sets erhältlich. Die Episoden sind in deutscher und englischer Sprache verfügbar. Außerdem enthalten die Boxen jeweils mehrere in Deutschland nicht gesendete Episoden (englisches Original mit deutschen Untertiteln).